# Ben Lee
Benjamin Michael Lee, detto Ben (Sydney, 11 settembre 1978), è un cantante e attore australiano.

## Biografia
Ha iniziato a suonare da ragazzo e all'età di 14 anni (1993) ha formato a Sydney il gruppo Noise Addict, con cui ha continuato l'attività fino al 1995.
Nel 1995, a 16 anni, ha intrapreso il percorso solista e ha pubblicato il primo album Grandpaw Would. Con il terzo album, Breathing Tornados, pubblicato con il passaggio alla Modular Recordings, si è consacrato in patria e ha ottenuto i primi riconoscimenti. Il suo quarto album è uscito nel 2002.
Nel 2003 è attore protagonista nel film The Rage in Placid Lake diretto da Tony McNamara.
Nel 2004 ha fondato una propria etichetta discografica indipendente, la Ten Fingers, e nel 2005 ha pubblicato Awake Is the New Sleep. Questo disco rappresenta il suo maggior successo sia in termini di vendita (doppio disco di platino in Australia) che di critica, in quanto ha permesso a Lee di vincere ben quattro ARIA Music Awards. Il brano Catch My Disease è uno dei suoi pezzi più conosciuti ed è presente in diversi film (Just Friends - Solo amici, Deuce Bigalow - Puttano in saldo) e telefilm.
Nel settembre 2007 è uscito il successivo album Ripe, seguito nel 2009 da The Rebirth of Venus. L'ottavo album è uscito nell'ottobre 2011. Nel 2013 ha realizzato un album new Age collaborativo con Jessica Chapnik che prende il nome dalla bevanda allucinogena ayahuasca.

## Vita privata
Si è sposato nel 2008 con Ione Skye : è quindi genero del cantante Donovan.

## Discografia

### Album studio
- Grandpaw Would (1995)
- Something to Remember Me By (1997)
- Breathing Tornados (1998)
- hey you. yes you. (2002)
- Awake Is the New Sleep (2005)
- Ben Lee Sings Against Me! New Wave (2007)
- Ripe (2007)
- The Rebirth of Venus (2009)
- Deeper Into Dream (2011)
- Ayahuasca: Welcome to the Work (2013)